# Bombardement de la gare de Kramatorsk
Le bombardement de la gare de Kramatorsk est le lancement de deux missiles sur la gare de Kramatorsk dans la ville ukrainienne de Kramatorsk, dans l'oblast de Donetsk, le 8 avril 2022 lors de l'invasion de l'Ukraine par la Russie de 2022. Selon les rapports, au moins 50 personnes ont été tuées,, et 87 à 300 personnes ont été blessées au moment de l'attaque. Au 10 avril, le nombre de victimes était passé à 57 morts et 109 blessés. L'attaque a été attribuée par les autorités ukrainiennes aux forces armées russes, ce que la Russie dément.

## Contexte
Le 24 février 2022, le président russe Vladimir Poutine lance l'invasion de l'Ukraine. Les forces russes alliées aux républiques populaires autoproclamées de Donetsk et de Louhansk mènent une offensive pour que les républiques prennent le contrôle total des oblasts de Donetsk et de Louhansk, conquérant de nombreuses villes et en assiégeant d'autres telles Marioupol et Tchernihiv. Les Forces armées ukrainiennes contrent l'offensive, s'appuyant fortement sur les troupes de Sloviansk et de Kramatorsk pour agir en renfort.
Située à 5 kilomètres au sud de Sloviansk, Kramatorsk est alors la « capitale » de la partie du Donbass sous contrôle ukrainien.

## Attaque
Selon les estimations de la BBC et de CBS News, 1 000 à 4 000 personnes, auraient été présentes à la gare en attendant d'être évacuées en raison de l'invasion russe de l'Ukraine en 2022. Les missiles ont atteint le sol près du bâtiment de la gare vers 10 h 24 (UTC+3) lorsque les premières vidéos de lancement de missiles ont circulé sur Telegram et ont été remarquées par les médias ukrainiens, environ 20 minutes avant les premiers rapports sur l'attaque. Un témoin et travailleur humanitaire de l'ONG World Central Kitchen a déclaré avoir entendu « entre cinq et dix explosions » lors de la frappe aérienne. Oleksandr Kamychine, patron de la compagnie ferroviaire ukrainienne Ukrzaliznytsia, a dénoncé sur sa chaîne Telegram une « frappe délibérée »,.
Les rapports ont décrit la scène comme extrêmement sanglante. Les autorités ont déclaré que de nombreuses personnes avaient perdu des membres dans l'explosion. The Guardian et Radio Free Europe ont tous deux noté des témoignages selon lesquels du sang et des cadavres gisaient à travers la station, étendus sur le sol avec leurs bagages,. Quatre voitures ont également été détruites lors du bombardement.
Les missiles utilisés ont été initialement mal identifiés comme étant des missiles balistiques 9K720 Iskander, le gouverneur Pavlo Kyrylenko déclarant plus tard que des missiles Tochka-U équipés d'armes à sous-munitions avaient été utilisés lors de l'attaque, ce qui est confirmé par des débris.
Le bloc propulseur d'un des projectiles portait l'inscription « pour les enfants » (en russe ЗА ДЕТЕЙ (ZA DETEÏ)),. CBS News a interprété la traduction comme ayant plus probablement le sens « au nom des enfants » plutôt que de suggérer un motif intentionnel pour cibler les enfants. Radio Free Europe/Radio Liberty l'a traduit par « pour nos enfants ». La BBC déclare que le message signifie « pour ou au nom des enfants ». Selon l'AFP, cette « sentence qui sonne comme une vengeance » est une « expression récurrente des séparatistes prorusses en référence à leurs enfants tués depuis la première guerre du Donbass, commencée en 2014 ».
Le 8 octobre, le Centre for Information Resilience (Centre pour la Résilience de l'Information) publie un rapport d'enquête basé sur les informations disponibles en source ouverte et qui retrace le tir des missiles depuis le territoire occupé par les forces russes.

## Bilan humain
Le gouverneur régional Pavlo Kyrylenko annonce un bilan de 50 morts, dont cinq enfants, en précisant que 38 personnes sont mortes sur place et douze à l'hôpital. Plus tard dans la soirée, le bilan a été actualisé à au moins 57 morts. L'AFP établit un bilan définitf de 61 morts, qui sera repris ensuite dans ses dépêches. Plusieurs enfants et adolescents, certains devenus orphelins lors de l'attaque, ont dû être amputés.

## Réactions

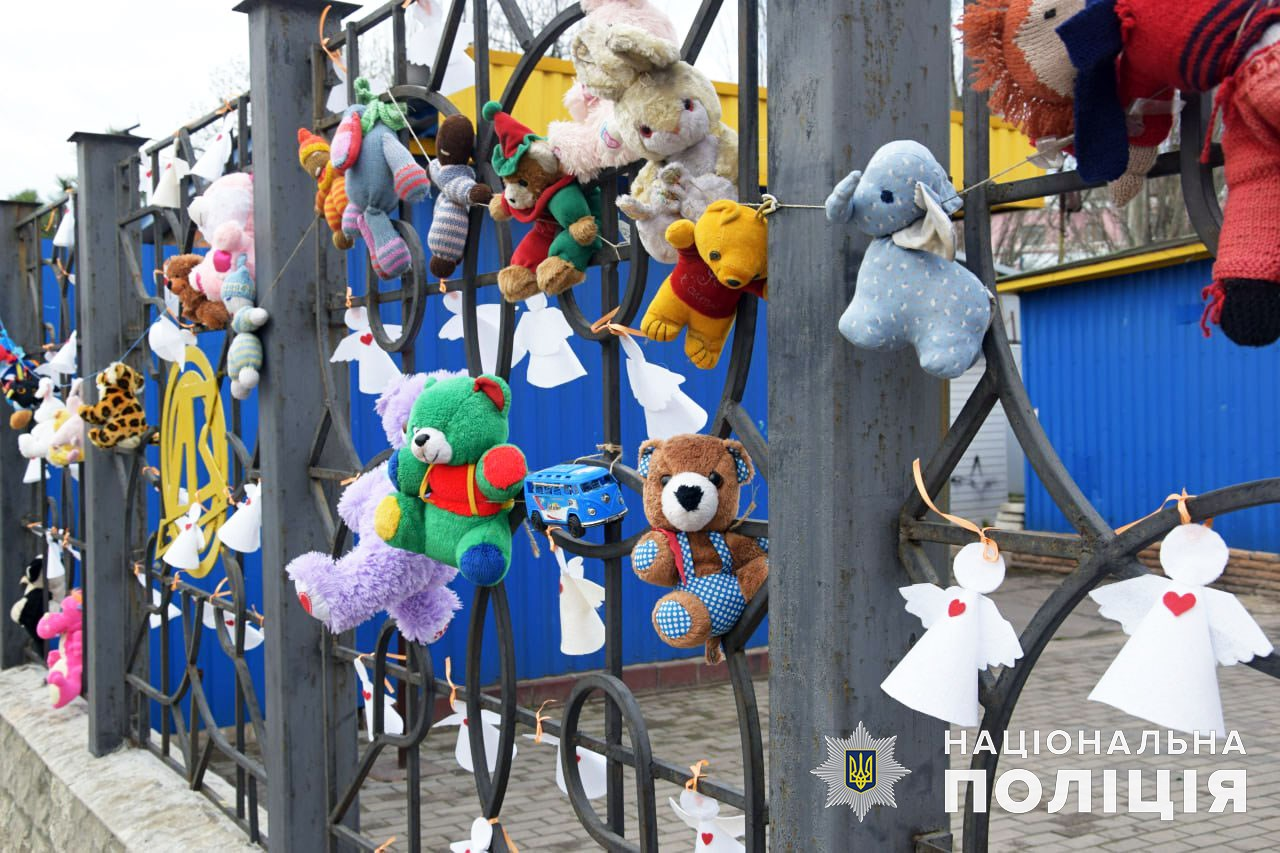
Mémorial lors du premier anniversaire du bombardement (source, inscrite sur l’image : Police nationale).

Le président ukrainien Volodymyr Zelensky dénonce un acte « inhumain » et déclare que : « Sans la force et le courage de nous affronter sur le champ de bataille, ils annihilent cyniquement la population civile. C’est un mal qui n’a pas de limite. Et s’il n’est pas puni, il ne s’arrêtera jamais ».
La présidente de la Commission européenne, Ursula von der Leyen, tweete que l'attentat était « inacceptable ». Le secrétaire du ministère britannique de la Défense, Ben Wallace, a qualifié l'attaque de « crime de guerre ».
Selon le chef du conseil d'administration de l'entreprise ferroviaire Ukrzaliznytsia, Aleksandr Kamychine : « Il s'agit d'un coup ciblant l'infrastructure du chemin de fer, les passagers et les habitants de la ville de Kramatorsk ». Le Service de sécurité d'Ukraine ouvre une procédure pénale en vertu de l'article 438 du Code pénal.
Dans un premier temps, la Russie revendique la destruction de missiles de haute précision, ainsi que « des armements et d'autres équipements militaires » lors de frappes contre « les gares de Pokrovsk, Sloviansk et Barvinkove », trois villes situées à proximité de Kramatorsk. Moscou nie ensuite toute implication dans l'attaque de Kramatorsk, affirmant qu'il s'agit d'une opération sous fausse bannière de l'Ukraine,, et affirme ne pas utiliser ce type de missile,. La Russie accuse l'Ukraine d’avoir « orchestré » la frappe, pour « empêcher le départ de la population de la ville afin de pouvoir l’utiliser comme bouclier humain ». Cependant dès le 6 mars, une enquête du collectif Conflict Intelligence Team note l'utilisation de ces missiles par la Russie dans la région de Tchernihiv. Tirés par la Biélorussie lors de manœuvres en Biélorussie en février 2022 avant l'invasion, des vidéos prises fin mars montrent des colonnes russes allant vers l'Ukraine équipées de ces missiles. L'analyste militaire Rob Lee et le fondateur de l’ONG d’investigation Bellingcat Eliot Higgins confirment cela : « L’Ukraine dispose et utilise effectivement ces missiles, mais l’armée russe dispose aussi de ces équipements ».
L’inscription sur le missile « Pour nos enfants » est un slogan, depuis la guerre du Donbass, des séparatistes prorusses, se référant aux enfants tués selon eux depuis 2014 par les Ukrainiens. Un haut responsable américain note que les Russes « ont fait état d’une frappe réussie, et qu’ils se sont rétractés uniquement après des informations sur des victimes civiles », à l'identique de messages Telegram prorusses qui se félicitaient de cette frappe jusqu'à ce que le fait qu'il y ait des victimes civiles soit connu et qu'ils soient supprimés. Libération confirme que le ministère de la Défense russe « avait revendiqué, le matin même, plusieurs frappes sur des gares situées dans cette zone, sans toutefois évoquer Kramatorsk », une des cibles, Sloviansk, étant « à dix kilomètres à peine » de la gare de Kramatorsk.
L'analyste du Royal United Services Institute Justin Bronk critique les affirmations russes au motif qu'endommager les infrastructures de transport ukrainiennes rendrait difficile le déplacement des troupes ukrainiennes.
Jean-Yves Le Drian, ministre des Affaires étrangères français, qualifie le bombardement de Kramatorsk de « crime contre l'humanité ».
Le porte-parole du Secrétaire général de l'ONU, António Guterres, a déclaré que cet acte est « une violation du droit international humanitaire et du droit international des droits de l'homme, dont les auteurs doivent être tenus responsables »,.
Pour le quotidien français Libération, « La propagande pro-Kremlin s’emmêle les pinceaux et fait volte-face (…) il n’a fallu que quelques heures à la Russie pour nier officiellement son implication dans ce bombardement, comme elle le fait systématiquement quand elle est accusée ».
Bellingcat publie également un article qui montre que les « faits » et arguments avancés par le Kremlin sont contraires aux preuves.
La responsabilité de ce crime de guerre incomberait au plus haut niveau au général d'armée Alexandre Dvornikov, nouvellement nommé et réputé pour les atrocités commises en Syrie sous son commandement.

## Galerie d'images
Cette galerie montre des photographies de morts et de destructions.

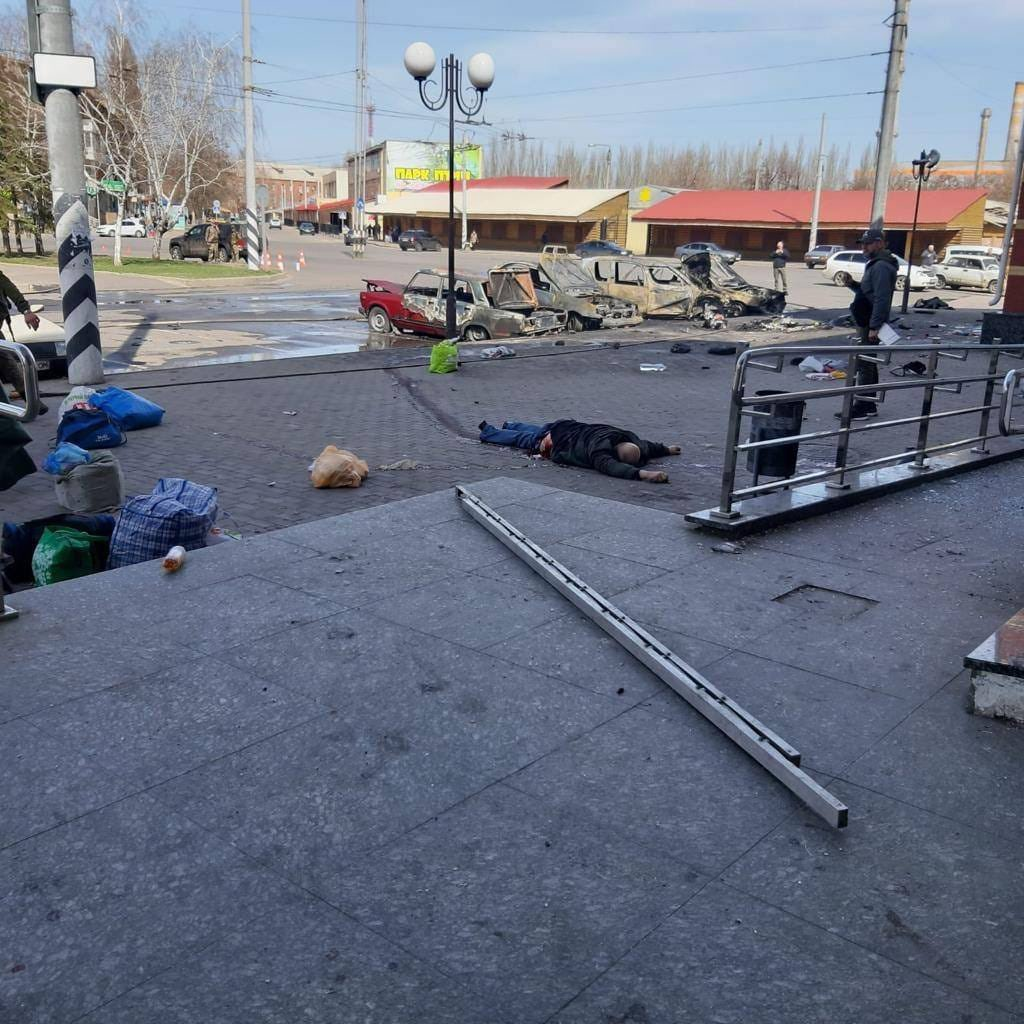
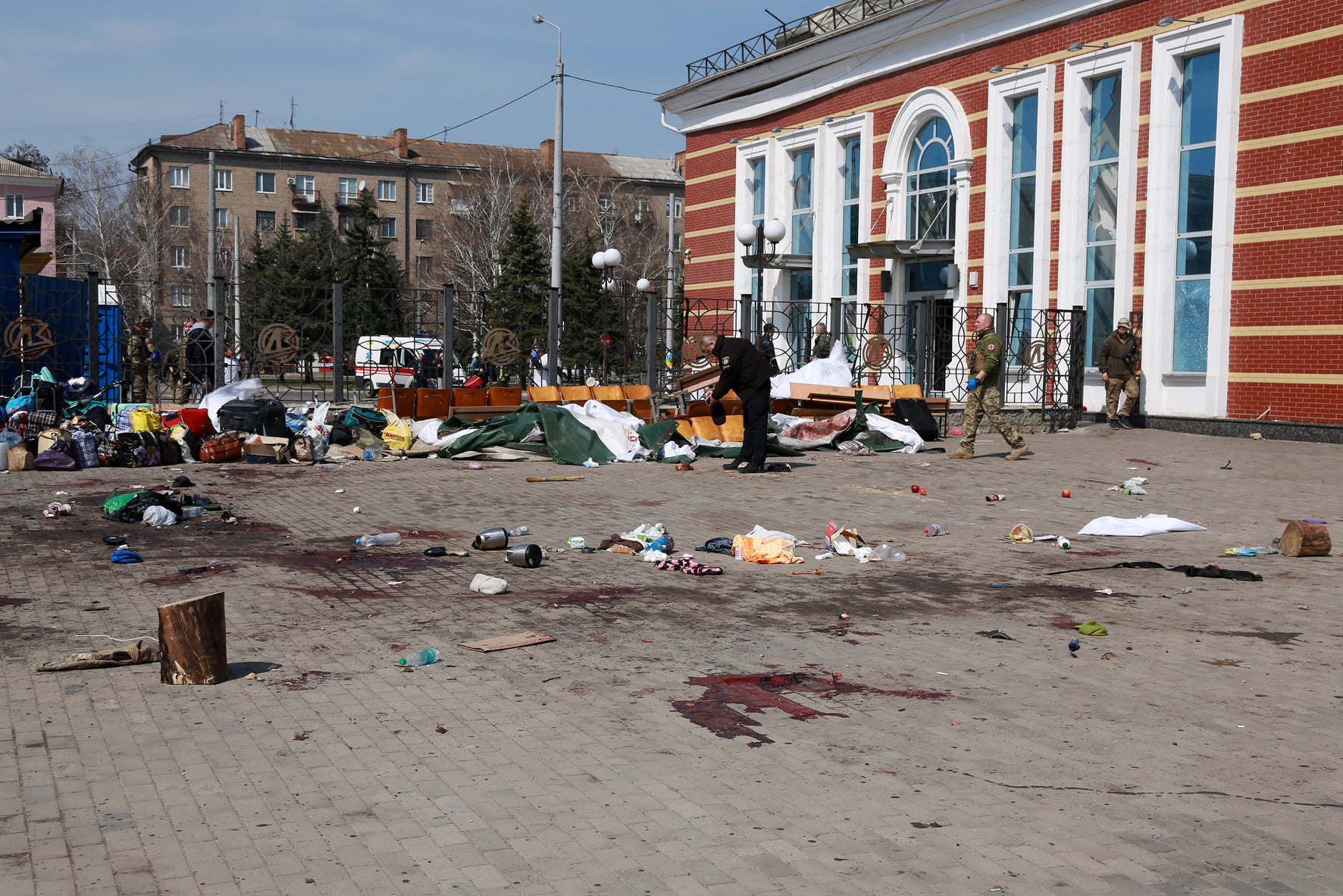
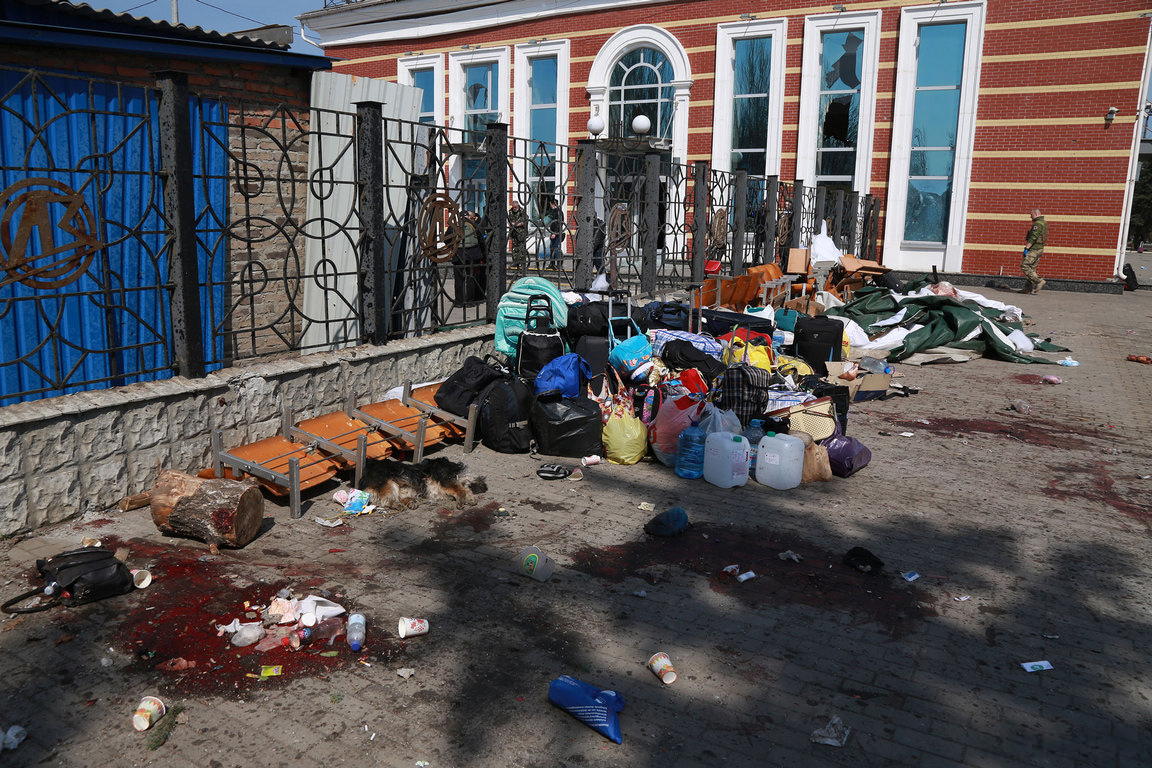
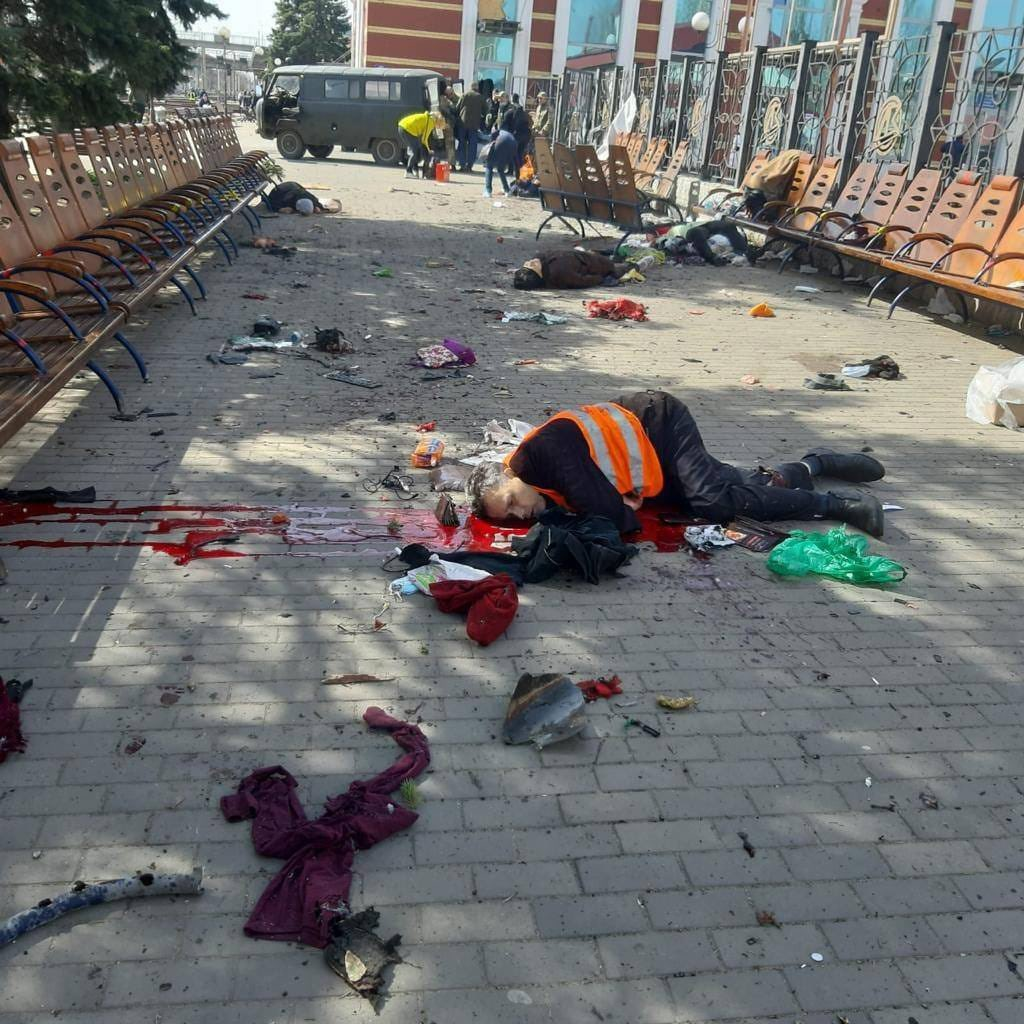